# Rothia dayremi
Rothia dayremi là một loài bướm đêm trong họ Noctuidae.